# Beraba cheilaria
Beraba cheilaria är en skalbaggsart som först beskrevs av Martins 1967.  Beraba cheilaria ingår i släktet Beraba och familjen långhorningar.
Artens utbredningsområde är Paraguay. Inga underarter finns listade.